# Akaflieg Braunschweig SB-5 Danzig
O Akaflieg Braunschweig SB-5 é um planador monoposto alemão em padrão de competição, que foi desenvolvido e prototificado por estudantes da Universidade de Tecnologia de Brunsvique. Mais de 100 foram produzidos neste design e em outras versões.

## Variantes
- SB-5a

Versão original com um pequeno canopy na linha da fuselagem dianteira superior. Paraquedas de frenagem, sem freio aerodinâmico. Somente um, acidentado em junho de 1961.
- SB-5b

Primeira versão de produção. 50 produzidos.
- SB-5c

Segunda versão de produção. 10 produzidos. Primeiro voo em 1965.
- SB-5d
- SB-5e

Envergadura de 16 m (52,5 ft) para o padrão de competição Club class. Entrou em produção em 1974, com 20 produzidos.